# ليدي جون
ليدي جون (بالإنجليزية: Lady June)‏ هي رسامة ومؤلفة وكاتِبة ومغنية وشاعرة بريطانية، ولدت في 3 يونيو 1931 في دونكاستر في المملكة المتحدة، وتوفيت في 7 يونيو 1999 في ديا في إسبانيا.

## روابط خارجية
- ليدي جون على موقع ميوزك برينز (الإنجليزية)
- ليدي جون على موقع أول ميوزيك (الإنجليزية)
- ليدي جون على موقع ديسكوغز (الإنجليزية)